# Campionato mondiale di hockey su ghiaccio femminile Under-18 2023
Il 15º Campionato mondiale di hockey su ghiaccio femminile U-18 è stato assegnato dall'International Ice Hockey Federation alla Svezia, che lo ha ospitato nella città di Östersund tra l'8 e il 15 gennaio 2023.
Il Canada ha vinto il suo settimo titolo, battendo in finale la Svezia per 10-0.

## Campionato di gruppo A

### Partecipanti
Al torneo hanno preso parte 8 squadre:
| 5 dall'Europa     | Finlandia  | Rep. Ceca   |
| 5 dall'Europa     | Slovacchia | Svezia      |
| 5 dall'Europa     | Svizzera   |             |
| 2 dal Nordamerica | Canada     | Stati Uniti |
| 1 dall'Asia       | Giappone   |             |

### Gironi preliminari
Le otto squadre partecipanti sono state divise in due gironi da 4 squadre ciascuno: le compagini che si sono classificate ai primi due posti del Girone A si sono qualificate direttamente per le semifinali. Le altre due squadre del Girone A e le prime due classificate di quello B hanno disputato invece i quarti di finale. Le ultime due formazioni del Girone B hanno disputato uno spareggio al meglio delle tre gare per evitare la retrocessione in Prima Divisione.

#### Girone A
| Pos | Squadra     | G | V | VS | PS | P | GF | GS | DG  | Pt | Qualificazione   |
| --- | ----------- | - | - | -- | -- | - | -- | -- | --- | -- | ---------------- |
| 1   | Canada      | 3 | 3 | 0  | 0  | 0 | 15 | 3  | +12 | 9  | Semifinali       |
| 2   | Stati Uniti | 3 | 2 | 0  | 0  | 1 | 15 | 7  | +8  | 6  | Semifinali       |
| 3   | Svezia (H)  | 3 | 1 | 0  | 0  | 2 | 11 | 11 | 0   | 3  | Quarti di finale |
| 4   | Finlandia   | 3 | 0 | 0  | 0  | 3 | 2  | 22 | −20 | 0  | Quarti di finale |

| Östersund 8 gennaio 2023, ore 16:00 UTC+1 | Stati Uniti | 6 – 3 (1-1; 2-1; 3-1) referto | Svezia | Östersund Arena A (760 spett.) |

| Östersund 8 gennaio 2023, ore 20:00 UTC+1 | Canada | 8 – 0 (2-0; 3-0; 3-0) referto | Finlandia | Östersund Arena A (338 spett.) |

| Östersund 9 gennaio 2023, ore 16:00 UTC+1 | Stati Uniti | 8 – 1 (2-0; 3-1; 3-0) referto | Finlandia | Östersund Arena A (182 spett.) |

| Östersund 9 gennaio 2023, ore 20:00 UTC+1 | Svezia | 2 – 4 (1-1; 1-1; 0-2) referto | Canada | Östersund Arena A (972 spett.) |

| Östersund 11 gennaio 2023, ore 16:00 UTC+1 | Finlandia | 1 – 6 (0-1; 1-3; 0-2) referto | Svezia | Östersund Arena A (1125 spett.) |

| Östersund 11 gennaio 2023, ore 20:00 UTC+1 | Canada | 3 – 1 (0-0; 2-1; 1-0) referto | Stati Uniti | Östersund Arena A (337 spett.) |

#### Girone B
| Pos | Squadra    | G | V | VS | PS | P | GF | GS | DG | Pt | Qualificazione   |
| --- | ---------- | - | - | -- | -- | - | -- | -- | -- | -- | ---------------- |
| 1   | Rep. Ceca  | 3 | 3 | 0  | 0  | 0 | 12 | 6  | +6 | 9  | Quarti di finale |
| 2   | Slovacchia | 3 | 2 | 0  | 0  | 1 | 13 | 8  | +5 | 6  | Quarti di finale |
| 3   | Svizzera   | 3 | 1 | 0  | 0  | 2 | 5  | 8  | −3 | 3  | Spareggio        |
| 4   | Giappone   | 3 | 0 | 0  | 0  | 3 | 5  | 13 | −8 | 0  | Spareggio        |

| Östersund 8 gennaio 2023, ore 12:00 UTC+1 | Rep. Ceca | 3 – 2 (0-2; 0-0; 3-0) referto | Svizzera | Östersund Arena A (179 spett.) |

| Östersund 8 gennaio 2023, ore 14:00 UTC+1 | Slovacchia | 6 – 3 (2-1; 1-1; 3-1) referto | Giappone | Östersund Arena B (143 spett.) |

| Östersund 9 gennaio 2023, ore 12:00 UTC+1 | Giappone | 1 – 5 (0-1; 0-2; 1-2) referto | Rep. Ceca | Östersund Arena A (126 spett.) |

| Östersund 9 gennaio 2023, ore 14:00 UTC+1 | Slovacchia | 4 – 1 (0-1; 3-0; 1-0) referto | Svizzera | Östersund Arena B (137 spett.) |

| Östersund 11 gennaio 2023, ore 12:00 UTC+1 | Rep. Ceca | 4 – 3 (2-1; 1-0; 1-2) referto | Slovacchia | Östersund Arena A (186 spett.) |

| Östersund 11 gennaio 2023, ore 18:00 UTC+1 | Svizzera | 2 – 1 (1-0; 0-0; 1-1) referto | Giappone | Östersund Arena B (132 spett.) |

### Spareggio per non retrocedere
Le ultime due classificate del Girone B si sono sfidate al meglio delle tre gare. La perdente dello spareggio è stata retrocessa in Prima Divisione.
| Östersund 12 gennaio 2023, ore 16:00 UTC+1 | Svizzera | 5 – 0 (1-0; 0-0; 4-0) referto | Giappone | Östersund Arena B (171 spett.) |

| Östersund 14 gennaio 2023, ore 18:00 UTC+1 | Giappone | 1 – 2 (0-1; 1-0; 0-1) referto | Svizzera | Östersund Arena B (103 spett.) |

### Fase a eliminazione diretta
Le teste di serie delle semifinali sono state stabilite in base al girone della prima fase e alla posizione nella classifica dello stesso.
| Rank | Squadra     | Girone | Pos. |
| ---- | ----------- | ------ | ---- |
| 1    | Canada      | A      | 1    |
| 2    | Stati Uniti | A      | 2    |
| 3    | Svezia      | A      | 3    |
| 4    | Finlandia   | A      | 4    |
| 5    | Rep. Ceca   | B      | 1    |
| 6    | Slovacchia  | B      | 2    |

#### Tabellone
|  | Quarti di finale | Quarti di finale | Quarti di finale |  |  | Semifinali | Semifinali  | Semifinali |  |  | Finale          | Finale          | Finale          |
|  |                  |                  |                  |  |  |            |             |            |  |  |                 |                 |                 |
|  |                  |                  |                  |  |  | 1          | Canada      | 3          |  |  |                 |                 |                 |
|  | A4               | Finlandia        | 3                |  |  | 4          | Finlandia   | 2          |  |  |                 |                 |                 |
|  | B1               | Rep. Ceca        | 2                |  |  |            |             |            |  |  | 1               | Canada          | 10              |
|  |                  |                  |                  |  |  |            |             |            |  |  | 3               | Svezia          | 0               |
|  |                  |                  |                  |  |  | 2          | Stati Uniti | 1          |  |  |                 |                 |                 |
|  | A3               | Svezia           | 6                |  |  | 3          | Svezia      | 2          |  |  | Finale 3° posto | Finale 3° posto | Finale 3° posto |
|  | B2               | Slovacchia       | 1                |  |  |            |             |            |  |  | 4               | Finlandia       | 0               |
|  |                  |                  |                  |  |  |            |             |            |  |  | 2               | Stati Uniti     | 5               |

#### Quarti di finale
| Östersund 12 gennaio 2023, ore 16:00 UTC+1 | Svezia | 6 – 1 (2-1; 2-0; 2-0) referto | Slovacchia | Östersund Arena A (528 spett.) |

| Östersund 12 gennaio 2023, ore 20:00 UTC+1 | Finlandia | 3 – 2 (1-0; 0-0; 2-2) referto | Rep. Ceca | Östersund Arena A (228 spett.) |

#### Semifinali
| Östersund 14 gennaio 2023, ore 16:00 UTC+1 | Stati Uniti | 1 – 2 (1-0; 0-2; 0-0) referto | Svezia | Östersund Arena A (2112 spett.) |

| Östersund 14 gennaio 2023, ore 20:00 UTC+1 | Canada | 3 – 2 (d.t.s.) (1-0; 0-1; 1-1; 1-0) referto | Finlandia | Östersund Arena A |

#### Finale 5º posto
| Östersund 14 gennaio 2023, ore 12:00 UTC+1 | Rep. Ceca | 6 – 3 (4-0; 1-1; 1-2) referto | Slovacchia | Östersund Arena A (146 spett.) |

#### Finale 3º posto
| Östersund 15 gennaio 2023, ore 16:00 UTC+1 | Stati Uniti | 5 – 0 (1-0; 2-0; 2-0) referto | Finlandia | Östersund Arena A (678 spett.) |

#### Finalissima
| Östersund 15 gennaio 2023, ore 20:00 UTC+1 | Canada | 10 – 0 (5-0; 3-0; 2-0) referto | Svezia | Östersund Arena A (2700 spett.) |

### Classifica finale
| Pos | Gr | Squadra     | G | V | VS | PS | P | GF | GS | DG  | Pt | Risultato finale                    |
| --- | -- | ----------- | - | - | -- | -- | - | -- | -- | --- | -- | ----------------------------------- |
| 1   | A  | Canada      | 5 | 4 | 1  | 0  | 0 | 28 | 5  | +23 | 14 | Campione                            |
| 2   | A  | Svezia (H)  | 6 | 3 | 0  | 0  | 3 | 19 | 23 | −4  | 9  | Finalista                           |
| 3   | A  | Stati Uniti | 5 | 3 | 0  | 0  | 2 | 21 | 9  | +12 | 9  | Terzo posto                         |
| 4   | A  | Finlandia   | 6 | 1 | 0  | 1  | 4 | 7  | 32 | −25 | 4  | Quarto posto                        |
| 5   | B  | Rep. Ceca   | 5 | 4 | 0  | 0  | 1 | 20 | 12 | +8  | 12 | Finale per il 5º posto              |
| 6   | B  | Slovacchia  | 5 | 2 | 0  | 0  | 3 | 17 | 20 | −3  | 6  | Finale per il 5º posto              |
| 7   | B  | Svizzera    | 5 | 3 | 0  | 0  | 2 | 12 | 9  | +3  | 9  | Vincitrice dello spareggio salvezza |
| 8   | B  | Giappone    | 5 | 0 | 0  | 0  | 5 | 6  | 20 | −14 | 0  | Retrocessa in Prima Divisione A     |

## Prima Divisione

### Gruppo A
Il torneo si è svolto a Renon, in Italia, fra il 9 e il 15 gennaio 2023.

| Pos | Squadra      | G | V | VS | PS | P | GF | GS | DG | Pt | Promozione o retrocessione      |     | GER | ITA | FRA | HUN | AUT | NOR |
| --- | ------------ | - | - | -- | -- | - | -- | -- | -- | -- | ------------------------------- | --- | --- | --- | --- | --- | --- | --- |
| 1   | Germania (P) | 5 | 3 | 1  | 1  | 0 | 10 | 4  | +6 | 12 | Promossa nel Gruppo A           |     | —   | 1–0 | 1–2 | 3–1 | 2–0 | 3–1 |
| 2   | Italia (H)   | 5 | 2 | 1  | 1  | 1 | 8  | 5  | +3 | 9  |                                 |     | 0–1 | —   | 2–0 | 1–3 | 1–0 | 4–1 |
| 3   | Francia      | 5 | 2 | 1  | 1  | 1 | 11 | 8  | +3 | 9  |                                 | 2–1 | 0–2 | —   | 2–1 | 2–3 | 5–1 |     |
| 4   | Ungheria     | 5 | 2 | 1  | 0  | 2 | 11 | 10 | +1 | 8  |                                 | 1–3 | 3–1 | 1–2 | —   | 3–2 | 3–2 |     |
| 5   | Austria      | 5 | 0 | 1  | 2  | 2 | 6  | 11 | −5 | 4  |                                 | 0–2 | 0–1 | 3–2 | 2–3 | —   | 1–3 |     |
| 6   | Norvegia (R) | 5 | 1 | 0  | 0  | 4 | 8  | 16 | −8 | 3  | Retrocessa in Prima Divisione B |     | 1–3 | 1–4 | 1–5 | 2–3 | 3–1 | —   |

1. 1 2  Francia–Italia 0–2

### Gruppo B
Il torneo si è svolto a Katowice, in Polonia, fra il 10 e il 15 gennaio 2023.

| Pos | Squadra       | G | V | VS | PS | P | GF | GS | DG  | Pt | Promozione o retrocessione                  |     | DEN   | POL   | ESP   | KOR   | TPE   | CHN   |
| --- | ------------- | - | - | -- | -- | - | -- | -- | --- | -- | ------------------------------------------- | --- | ----- | ----- | ----- | ----- | ----- | ----- |
| 1   | Danimarca (P) | 4 | 4 | 0  | 0  | 0 | 19 | 3  | +16 | 12 | Promossa in Prima Divisione A               |     | —     | 3–1   | 3–0   | 4–1   | 9–1   | Canc. |
| 2   | Polonia (H)   | 4 | 3 | 0  | 0  | 1 | 15 | 3  | +12 | 9  |                                             |     | 1–3   | —     | 4–0   | 6–0   | 4–0   | Canc. |
| 3   | Spagna        | 4 | 1 | 1  | 0  | 2 | 6  | 9  | −3  | 5  |                                             | 0–3 | 0–4   | —     | 2–1   | 4–1   | Canc. |       |
| 4   | Corea del Sud | 4 | 1 | 0  | 1  | 2 | 5  | 12 | −7  | 4  |                                             | 1–4 | 0–6   | 1–2   | —     | 3–0   | Canc. |       |
| 5   | Taipei cinese | 4 | 0 | 0  | 0  | 4 | 2  | 20 | −18 | 0  |                                             | 1–9 | 0–4   | 1–4   | 0–3   | —     | Canc. |       |
| 6   | Cina (R)      | 0 | 0 | 0  | 0  | 0 | 0  | 0  | 0   | 0  | Ritirata; retrocessa in Seconda Divisione A |     | Canc. | Canc. | Canc. | Canc. | Canc. | —     |

## Seconda Divisione

### Gruppo A
Il torneo si è disputato a Dumfries, in Gran Bretagna, dal 21 al 27 gennaio 2023.

| Pos | Squadra           | G | V | VS | PS | P | GF | GS | DG  | Pt | Promozione o retrocessione        |     | AUS | LAT | NED | GBR | TUR | MEX |
| --- | ----------------- | - | - | -- | -- | - | -- | -- | --- | -- | --------------------------------- | --- | --- | --- | --- | --- | --- | --- |
| 1   | Australia (P)     | 5 | 4 | 0  | 0  | 1 | 16 | 7  | +9  | 12 | Promossa in Prima Divisione B     |     | —   | 3–2 | 4–0 | 1–2 | 3–1 | 5–2 |
| 2   | Lettonia          | 5 | 2 | 2  | 0  | 1 | 14 | 7  | +7  | 10 |                                   |     | 2–3 | —   | 2–1 | 3–2 | 1–0 | 6–1 |
| 3   | Paesi Bassi       | 5 | 3 | 0  | 1  | 1 | 9  | 9  | 0   | 10 |                                   | 0–4 | 1–2 | —   | 3–1 | 2–1 | 3–1 |     |
| 4   | Gran Bretagna (H) | 5 | 3 | 0  | 1  | 1 | 11 | 8  | +3  | 10 |                                   | 2–1 | 2–3 | 1–3 | —   | 3–1 | 3–0 |     |
| 5   | Turchia           | 5 | 0 | 1  | 0  | 4 | 6  | 11 | −5  | 2  |                                   | 1–3 | 0–1 | 1–2 | 1–3 | —   | 3–2 |     |
| 6   | Messico (R)       | 5 | 0 | 0  | 1  | 4 | 6  | 20 | −14 | 1  | Retrocessa in Seconda Divisione B |     | 2–5 | 1–6 | 1–3 | 0–3 | 2–3 | —   |

1. 1 2 3  Scontri diretti: Lettonia 4 p. (d.g. +2), Paesi Bassi 4 p. (d.g. +1), Gran Bretagna 1 p.

### Gruppo B
Il torneo si è svolto a Sofia, in Bulgaria, dal 26 gennaio al 1º febbraio 2023.

| Pos | Squadra        | G | V | VS | PS | P | GF | GS | DG  | Pt | Promozione                      |     | KAZ | BEL | ISL  | NZL | BUL  | EST |
| --- | -------------- | - | - | -- | -- | - | -- | -- | --- | -- | ------------------------------- | --- | --- | --- | ---- | --- | ---- | --- |
| 1   | Kazakistan (P) | 5 | 5 | 0  | 0  | 0 | 35 | 5  | +30 | 15 | Promossa in Seconda Divisione A |     | —   | 5–3 | 7–0  | 7–1 | 8–1  | 8–0 |
| 2   | Belgio         | 5 | 3 | 1  | 0  | 1 | 22 | 13 | +9  | 11 |                                 |     | 3–5 | —   | 3–2  | 3–2 | 6–4  | 7–0 |
| 3   | Islanda        | 5 | 2 | 1  | 1  | 1 | 15 | 14 | +1  | 9  |                                 | 0–7 | 2–3 | —   | 2–1  | 3–2 | 8–1  |     |
| 4   | Nuova Zelanda  | 5 | 2 | 0  | 0  | 3 | 19 | 14 | +5  | 6  |                                 | 1–7 | 2–3 | 1–2 | —    | 4–2 | 11–0 |     |
| 5   | Bulgaria (H)   | 5 | 1 | 0  | 1  | 3 | 15 | 21 | −6  | 4  |                                 | 1–8 | 4–6 | 2–3 | 2–4  | —   | 6–0  |     |
| 6   | Estonia        | 5 | 0 | 0  | 0  | 5 | 1  | 40 | −39 | 0  |                                 | 0–8 | 0–7 | 1–8 | 0–11 | 0–6 | —    |     |